# Multinational Division Southeast
La Multinational Division Southeast è un Comando multinazionale di Divisione a guida romena, ad alta prontezza operativa della NATO, il cui Quartier Generale è a Bucarest, Romania.

## Storia
È stata costituita dalle ceneri della disciolta 1ª Divisione Fanteria "Dacica" successore della 1ª Armata della Forțele Terestre Române, l'esercito Rumeno. La 1ª Armata fu impegnata sia durante la prima guerra mondiale, nella Battaglia di Transilvania, (1916) e nella Battaglia di Mărășești, (1917), sia nella seconda guerra mondiale, sul Fronte orientale con le truppe sovietiche, in particolare dopo il colpo di stato del 23 agosto 1944 con cui il re Michele I di Romania rimosse dal potere Ion Antonescu capo dell'esecutivo filonazista. Dopo la guerra, la 1ª armata fu disciolta e ricreata nel 1980, da quando ha funzionato anche come unità territoriale fino al 2008, quando è stata disciolta per dare vita alla 1ª Divisione Fanteria "Dacica", impegnata in Bosnia, Kosovo, Iraq e Afghanistan.

## Oggi
Nel 2015 la 1ª Divisione Fanteria "Dacica" è stata riconfigurata in Multinational Division Southeast a guida rumena, come nuovo Comando NATO in Europa Orientale, sotto controllo dell'Allied Joint Force Command Naples. Al pari degli altri Comandi dipendenti dall'Allied Land Command, la Multinational Division Southeast assumerà la funzione di comando ad alta prontezza operativa per attività offensive, difensive ex art.5 NATO. Dal 2015 detiene il controllo operativo delle NATO Force Integration Units di Sofia e Bucarest. Raggiungerà la capacità operativa iniziale nel luglio 2016 e la piena capacità operativa nel 2018.